# Urocythereis schulzi
Urocythereis schulzi is een mosselkreeftjessoort uit de familie van de Hemicytheridae. De wetenschappelijke naam van de soort is voor het eerst geldig gepubliceerd in 1958 door Hartmann.